# Myrcia vestita
Myrcia vestita är en myrtenväxtart som beskrevs av Dc.. Myrcia vestita ingår i släktet Myrcia och familjen myrtenväxter. Inga underarter finns listade i Catalogue of Life.